# Saison WNBA 2018
Navigation
Saison 2017 Saison 2019
La saison WNBA 2018 est la 22e saison de la Women's National Basketball Association (WNBA). Le Lynx du Minnesota sont les championnes en titre.
ESPN doit retransmettre 33 rencontres de saison régulière, le WNBA All-Star et toutes les rencontres de play-offs. Cette saison est la première des Aces de Las Vegas, relocalisation des Stars de San Antonio. La saison régulière commence le 18 mai.

## Transactions

### Draft
Pour la seconde année consécutive, l'équipe des Stars relocalisée à Las Vegas remporte le choix de la draft WNBA 2023 à la loterie. Elles ont été suivis par le Fever de l'Indiana pour la deuxième place et le Sky de Chicago pour le troisième et quatrième choix. Le sky obtient le troisième choix dans un échange avec le Dream d'Atlanta.

### Période d'agents libres
La période d'agence libre a commencé le 1 février 2018.

### Changements d’entraîneur
| Avant-saison        | Avant-saison      | Avant-saison            | Avant-saison |
| Équipe              | Ancien entraîneur | Nouvel entraîneur       |              |
| ------------------- | ----------------- | ----------------------- | ------------ |
| Storm de Seattle    | Gary Kloppenburg  | Dan Hughes              |              |
| Liberty de New York | Bill Laimbeer     | Katie Smith             |              |
| Aces de Las Vegas   | Vickie Johnson    | Bill Laimbeer           |              |
| Dream d'Atlanta     | Michael Cooper    | Nicki Collen            |              |
| En cours de saison  |                   |                         |              |
| Wings de Dallas     | Fred Williams     | Taj McWilliams-Franklin |              |

## Déroulement de la saison

### Saison régulière
La première moitié de la saison est marquée de nombreux rebondissements avec plusieurs changements de leader. Alors que le Sun connaît un départ fulgurant, le Lynx champion en titre ne compte que 3 victoires après 9 rencontres. Sept équipes restent des prétendantes sérieuses aux deux premières places de la saison régulière, qui ouvrent une qualification directe pour le second tour des play-offs : derrière Seattle (15-6) et Phoenix (14-7) , on trouve Washington (12-7), Los Angeles (13-8), Minnesota (11-8), Dallas (11-8) et Connecticut (10-9). Plusieurs rookies se singularisent, dont A'ja Wilson qui est même une prétendant au All-Star Game, mais aussi Kelsey Mitchell au Fever, Diamond DeShields au Sky, Ariel Atkins aux Mystics, Jordin Canada au Storm ou Kia Nurse au Liberty. Plus généralement, plusieurs joueuses de moins de 27 ans Breanna Stewart, Kayla McBride, Liz Cambage ou Brittney Griner sont parmi les toutes meilleures joueuses de la WNBA, même si des valeurs sûres comme Maya Moore restent performantes et que des vétérans comme telles Sue Bird et Diana Taurasi (19.6 points et 4.7 passes décisives) ne donnent aucun signe de faiblesse statistique.

#### Classements

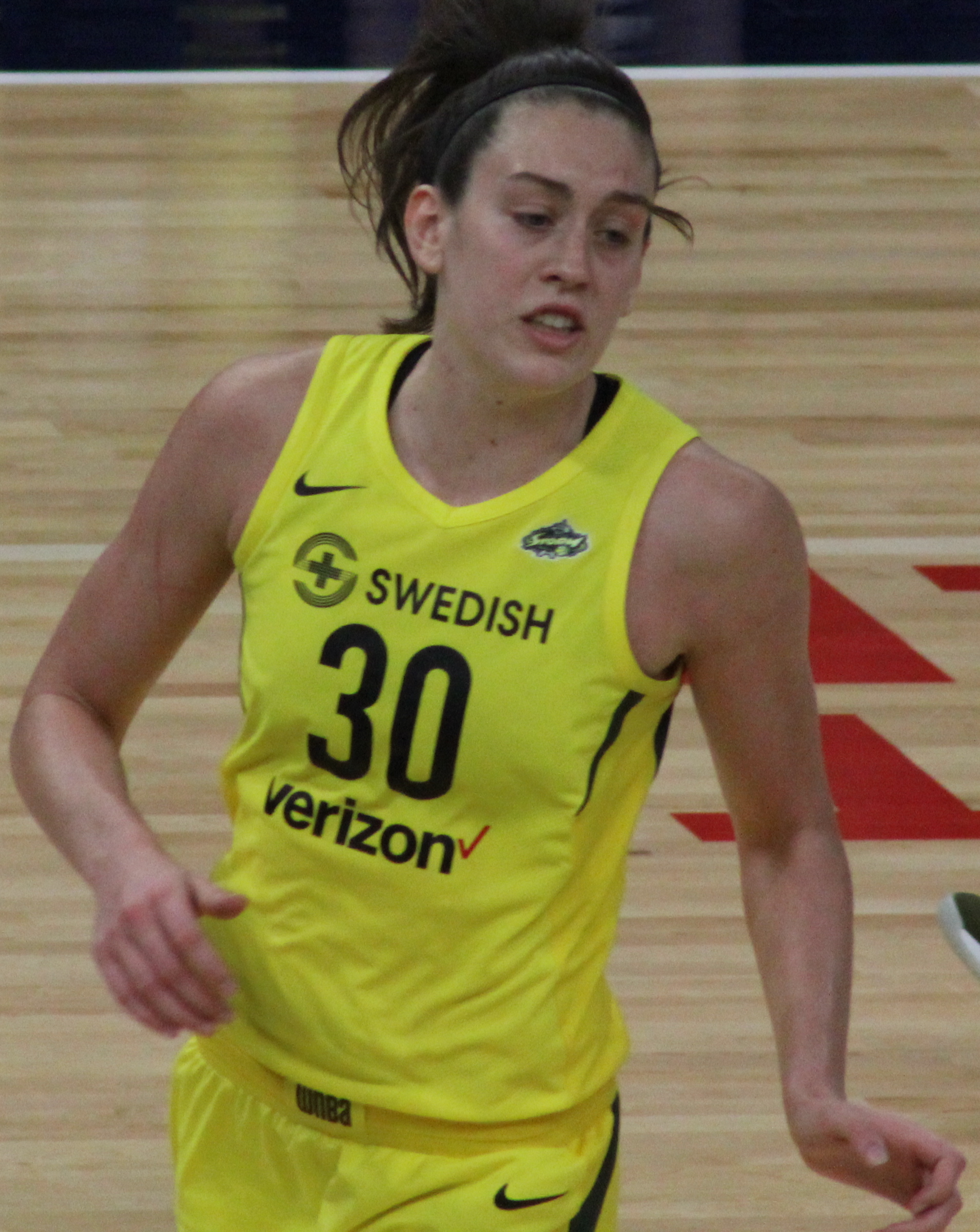
Breanna Stewart, MVP de la saison régulière, et le Storm arrivent en tête de la saison régulière.

V = victoires, D = défaites, PCT = pourcentage de victoires, GB = retard (en nombre de matchs).
| Équipe                | (E/O) | V  | D  | PCT.   | GB | Conférence | Domicile | Extérieur |
| --------------------- | ----- | -- | -- | ------ | -- | ---------- | -------- | --------- |
| Storm de Seattle      | Ouest | 26 | 8  | 76,5 % | -  | 11-5       | 13-4     | 13-4      |
| Dream d'Atlanta       | Est   | 23 | 11 | 67,6 % | 3  | 12-4       | 13-4     | 10-7      |
| Mystics de Washington | Est   | 22 | 12 | 64,7 % | 4  | 12-4       | 12-5     | 10-7      |
| Sun du Connecticut    | Est   | 21 | 13 | 61,8 % | 5  | 9-7        | 13-4     | 8-9       |
| Mercury de Phoenix    | Ouest | 20 | 14 | 58,8 % | 6  | 8-8        | 9-8      | 11-6      |
| Sparks de Los Angeles | Ouest | 19 | 15 | 55,9 % | 7  | 9-7        | 11-6     | 8-9       |
| Lynx du Minnesota     | Ouest | 18 | 16 | 52,9 % | 8  | 9-7        | 9-8      | 9-8       |
| Wings de Dallas       | Ouest | 15 | 19 | 44,1 % | 11 | 7-9        | 10-7     | 5-12      |
| Aces de Las Vegas     | Ouest | 14 | 20 | 41,2 % | 12 | 4-12       | 8-9      | 6-11      |
| Sky de Chicago        | Est   | 13 | 21 | 38,2 % | 13 | 6-10       | 7-10     | 6-11      |
| Liberty de New York   | Est   | 7  | 27 | 20,6 % | 19 | 6-10       | 4-13     | 3-14      |
| Fever de l'Indiana    | Est   | 6  | 28 | 17,6 % | 20 | 3-13       | 2-15     | 4-13      |

| Qualifié pour les playoffs |

Depuis la saison 2016, le classement final est ordonné sans distinction de conférence.

### Playoffs

#### Tableau récapitulatif
|  | Premier tour (1 match) | Premier tour (1 match) | Premier tour (1 match) |                       |    | Deuxième tour (1 match) | Deuxième tour (1 match) | Deuxième tour (1 match) |   |  | Demi-finales (série au meilleur des 5 matchs) | Demi-finales (série au meilleur des 5 matchs) | Demi-finales (série au meilleur des 5 matchs) |   |  | Finales (série au meilleur des 5 matchs) | Finales (série au meilleur des 5 matchs) | Finales (série au meilleur des 5 matchs) |
|  |                        |                        |                        |                       |    |                         |                         |                         |   |  |                                               |                                               |                                               |   |  |                                          |                                          |                                          |
|  | 6                      | Sparks de Los Angeles  | 75                     |                       |    |                         |                         |                         |   |  |                                               |                                               |                                               |   |  |                                          |                                          |                                          |
|  | 7                      | Lynx du Minnesota      | 68                     |                       |    |                         |                         |                         |   |  |                                               |                                               |                                               |   |  |                                          |                                          |                                          |
|  | 7                      | Lynx du Minnesota      | 68                     |                       | 3  | Mystics de Washington   | 96                      |                         |   |  |                                               |                                               |                                               |   |  |                                          |                                          |                                          |
|  |                        |                        |                        |                       | 3  | Mystics de Washington   | 96                      |                         |   |  |                                               |                                               |                                               |   |  |                                          |                                          |                                          |
|  |                        |                        | 6                      | Sparks de Los Angeles | 64 |                         |                         |                         |   |  |                                               |                                               |                                               |   |  |                                          |                                          |                                          |
|  |                        |                        | 6                      | Sparks de Los Angeles | 64 |                         |                         |                         |   |  |                                               |                                               |                                               |   |  |                                          |                                          |                                          |
|  |                        |                        |                        |                       |    |                         |                         |                         |   |  |                                               |                                               |                                               |   |  |                                          |                                          |                                          |
|  |                        |                        |                        |                       |    |                         |                         |                         |   |  |                                               |                                               |                                               |   |  |                                          |                                          |                                          |
|  |                        |                        |                        |                       |    |                         | 2                       | Dream d'Atlanta         | 2 |  |                                               |                                               |                                               |   |  |                                          |                                          |                                          |
|  |                        |                        |                        |                       |    |                         |                         |                         | 2 |  |                                               |                                               |                                               |   |  |                                          |                                          |                                          |
|  |                        | 3                      | Mystics de Washington  | 3                     |    |                         |                         |                         |   |  |                                               |                                               |                                               |   |  |                                          |                                          |                                          |
|  |                        | 3                      | Mystics de Washington  | 3                     |    |                         |                         |                         |   |  |                                               |                                               |                                               |   |  |                                          |                                          |                                          |
|  |                        |                        |                        |                       |    |                         |                         |                         |   |  |                                               |                                               |                                               |   |  |                                          |                                          |                                          |
|  |                        |                        |                        |                       |    |                         |                         |                         |   |  |                                               |                                               |                                               |   |  |                                          |                                          |                                          |
|  |                        |                        |                        |                       |    |                         |                         |                         |   |  |                                               |                                               |                                               |   |  |                                          |                                          |                                          |
|  |                        |                        |                        |                       |    |                         |                         |                         |   |  |                                               |                                               |                                               |   |  |                                          |                                          |                                          |
|  |                        |                        |                        |                       |    |                         |                         |                         |   |  |                                               |                                               |                                               |   |  |                                          |                                          |                                          |
|  |                        |                        |                        |                       |    |                         |                         |                         |   |  |                                               |                                               |                                               |   |  |                                          |                                          |                                          |
|  |                        |                        |                        |                       |    |                         |                         |                         |   |  |                                               |                                               |                                               |   |  |                                          |                                          |                                          |
|  |                        |                        |                        |                       |    |                         |                         |                         |   |  |                                               |                                               |                                               |   |  |                                          |                                          |                                          |
|  |                        |                        |                        |                       |    |                         |                         |                         |   |  |                                               | 3                                             | Mystics de Washington                         | 0 |  |                                          |                                          |                                          |
|  |                        |                        |                        |                       |    |                         |                         |                         |   |  |                                               |                                               |                                               |   |  |                                          |                                          |                                          |
|  |                        | 1                      | Storm de Seattle       | 3                     |    |                         |                         |                         |   |  |                                               |                                               |                                               |   |  |                                          |                                          |                                          |
|  |                        | 1                      | Storm de Seattle       | 3                     |    |                         |                         |                         |   |  |                                               |                                               |                                               |   |  |                                          |                                          |                                          |
|  |                        |                        |                        |                       |    |                         |                         |                         |   |  |                                               |                                               |                                               |   |  |                                          |                                          |                                          |
|  |                        |                        |                        |                       |    |                         |                         |                         |   |  |                                               |                                               |                                               |   |  |                                          |                                          |                                          |
|  |                        |                        |                        |                       |    |                         |                         |                         |   |  |                                               |                                               |                                               |   |  |                                          |                                          |                                          |
|  |                        |                        |                        |                       |    |                         |                         |                         |   |  |                                               |                                               |                                               |   |  |                                          |                                          |                                          |
|  |                        |                        |                        |                       |    |                         |                         |                         |   |  |                                               |                                               |                                               |   |  |                                          |                                          |                                          |
|  |                        |                        |                        |                       |    |                         |                         |                         |   |  |                                               |                                               |                                               |   |  |                                          |                                          |                                          |
|  |                        |                        |                        |                       |    |                         |                         |                         |   |  |                                               |                                               |                                               |   |  |                                          |                                          |                                          |
|  |                        |                        |                        |                       |    |                         |                         |                         |   |  |                                               |                                               |                                               |   |  |                                          |                                          |                                          |
|  |                        |                        |                        |                       |    |                         | 1                       | Storm de Seattle        | 3 |  |                                               |                                               |                                               |   |  |                                          |                                          |                                          |
|  |                        |                        |                        |                       |    |                         |                         |                         | 3 |  |                                               |                                               |                                               |   |  |                                          |                                          |                                          |
|  |                        | 5                      | Mercury de Phoenix     | 2                     |    |                         |                         |                         |   |  |                                               |                                               |                                               |   |  |                                          |                                          |                                          |
|  |                        | 5                      | Mercury de Phoenix     | 2                     |    |                         |                         |                         |   |  |                                               |                                               |                                               |   |  |                                          |                                          |                                          |
|  |                        |                        |                        |                       |    |                         |                         |                         |   |  |                                               |                                               |                                               |   |  |                                          |                                          |                                          |
|  |                        |                        |                        |                       |    |                         |                         |                         |   |  |                                               |                                               |                                               |   |  |                                          |                                          |                                          |
|  |                        | 5                      | Mercury de Phoenix     | 96                    |    |                         |                         |                         |   |  |                                               |                                               |                                               |   |  |                                          |                                          |                                          |
|  |                        |                        |                        | 96                    |    |                         |                         |                         |   |  |                                               |                                               |                                               |   |  |                                          |                                          |                                          |
|  |                        |                        | 4                      | Sun du Connecticut    | 86 |                         |                         |                         |   |  |                                               |                                               |                                               |   |  |                                          |                                          |                                          |
|  | 5                      | Mercury de Phoenix     | 4                      | Sun du Connecticut    | 86 | 101                     |                         |                         |   |  |                                               |                                               |                                               |   |  |                                          |                                          |                                          |
|  | 5                      | Mercury de Phoenix     |                        |                       |    | 101                     |                         |                         |   |  |                                               |                                               |                                               |   |  |                                          |                                          |                                          |
|  | 8                      | Wings de Dallas        | 83                     |                       |    |                         |                         |                         |   |  |                                               |                                               |                                               |   |  |                                          |                                          |                                          |

#### Premier tour
Lors du premier tour, le Mercury s'impose 101 à 83 grâce à son trio majeur Diana Taurasi (26 points, 12 passes décisives), DeWanna Bonner (29 points, 11 rebonds) Brittney Griner (17 points, 5 rebonds) alors que les Wings ont compté sur Skylar Diggins-Smith (23 points et 7 passes décisives). Le Lynx, champion en titre, a été challengé par la performance de Chelsea Gray (26 points), bien complété par Nneka Ogwumike et Riquna Williams (19 et 17 unités) pour l'emporter 75 à 68. La joueuse le plus en vue de Minnesota a été la remplaçante Temi Fagbenle avec 15 points inscrits.

#### Deuxième tour
Lors du deuxième tour, le Mercury s'impose 96 à 86 grâce à son trio majeur Diana Taurasi (27 points), DeWanna Bonner (23 points) Brittney Griner (27 points) alors que le Sun du Connecticut a bien résisté notamment grâce à Courtney Williams (27 points). Les Mystics de Washington s'imposent sans trembler 96 à 64, Elena Delle Donne n'étant que l'une des six joueurs de la capitale fédérale à marquer au moins 10 points quand en face seule Candace Parker (16 points et 8 rebonds) a pu s'illustrer chez les Sparks.

## Récompenses

### Trophées annuels
| Récompenses                       | Vainqueur                           | Deuxième/Troisième                                                    |
| --------------------------------- | ----------------------------------- | --------------------------------------------------------------------- |
| WNBA Most Valuable Player         | Breanna Stewart (Storm de Seattle)  | Liz Cambage(Wings de Dallas) Elena Delle Donne(Mystics de Washington) |
| WNBA Defensive Player of the Year | Alana Beard (Sparks de Los Angeles) | Sylvia Fowles(Lynx du Minnesota) Tiffany Hayes(Dream d'Atlanta)       |
| WNBA Rookie of the Year           | A'ja Wilson (Aces de Las Vegas)     |                                                                       |
| WNBA Sixth Woman of the Year      | Jonquel Jones (Sun du Connecticut)  | Cheyenne Parker(Sky de Chicago) Brittney Sykes(Dream d'Atlanta)       |
| WNBA Most Improved Player         | Natasha Howard (Storm de Seattle)   | Natasha Cloud(Mystics de Washington) Kayla Thornton(Sky de Chicago)   |
| WNBA Coach of the Year            | Nicki Collen (Dream d'Atlanta)      | Dan Hughes(Storm de Seattle) Mike Thibault(Mystics de Washington)     |

- MVP des Finales WNBA :  Breanna Stewart (Storm de Seattle)[12]
- WNBA Executive of the Year :  Chris Sienko (Dream d'Atlanta)[13]
- Kim Perrot Sportsmanship Award :  Sue Bird (Storm de Seattle)[14]

| - All-WNBA First Team : - Breanna Stewart (Storm de Seattle) - Liz Cambage (Wings de Dallas) - Elena Delle Donne (Mystics de Washington) - Diana Taurasi (Mercury de Phoenix) - Tiffany Hayes (Dream d'Atlanta) | - All-WNBA Second Team : - Candace Parker (Sparks de Los Angeles) - Skylar Diggins-Smith (Wings de Dallas) - Maya Moore (Lynx du Minnesota) - Brittney Griner (Mercury de Phoenix) - Courtney Vandersloot (Sky de Chicago) |

| - WNBA All-Defensive First Team : - Alana Beard (Sparks de Los Angeles) - Brittney Griner (Mercury de Phoenix) - Jasmine Thomas (Sun du Connecticut) - Natasha Howard (Storm de Seattle) - Jessica Breland (Dream d'Atlanta) | - WNBA All-Defensive Second Team : - Sylvia Fowles (Lynx du Minnesota) - Tiffany Hayes (Dream d'Atlanta) - Rebekkah Brunson (Lynx du Minnesota) - Nneka Ogwumike (Sparks de Los Angeles) - Ariel Atkins (Mystics de Washington) |

| - WNBA All-Rookie Team : - A'ja Wilson (Aces de Las Vegas) - Ariel Atkins (Mystics de Washington) - Diamond DeShields (Sky de Chicago) - Azurá Stevens (Wings de Dallas) - Kelsey Mitchell (Fever de l'Indiana) |

### Joueuses de la semaine
| Semaine                  | Conférence Est                                  | Conférence Ouest                             |
| ------------------------ | ----------------------------------------------- | -------------------------------------------- |
| 18 mai au 27 mai         | Alyssa Thomas (Sun du Connecticut) (1/1)        | Chelsea Gray (Sparks de Los Angeles) (1/1)   |
| 27 mai au 4 juin         | Tina Charles (Liberty de New York) (1/1)        | Liz Cambage (Wings de Dallas) (1/1)          |
| 4 juin au 10 juin        | Tiffany Hayes (Dream d'Atlanta) (1/1)           | Brittney Griner (Mercury de Phoenix) (1/1)   |
| 11 juin au 17 juin       | Elena Delle Donne (Mystics de Washington) (1/4) | Breanna Stewart (Storm de Seattle) (1/1)     |
| 18 juin au 24 juin       | Angel McCoughtry (Dream d'Atlanta) (1/1)        | Maya Moore (Lynx du Minnesota) (1/3)         |
| 25 juin au 1er juillet   | Elena Delle Donne (Mystics de Washington) (2/4) | Maya Moore (Lynx du Minnesota) (2/3)         |
| 2 juillet au 8 juillet   | Elena Delle Donne (Mystics de Washington) (3/4) | A'ja Wilson (Aces de Las Vegas) (1/1)        |
| 9 juillet au 15 juillet  | Jessica Breland (Dream d'Atlanta) (1/1)         | Candace Parker (Sparks de Los Angeles) (1/2) |
| 16 juillet au 22 juillet | Tiffany Hayes (Dream d'Atlanta) (2/3)           | Liz Cambage (Wings de Dallas) (2/2)          |
| 23 juillet au 6 août     | Tiffany Hayes (Dream d'Atlanta) (3/3)           | Candace Parker (Sparks de Los Angeles) (2/2) |
| 6 août au 13 août        | Elena Delle Donne (Mystics de Washington) (4/4) | Maya Moore (Lynx du Minnesota) (3/3)         |
| 14 août au 19 août       | Jonquel Jones (Sun du Connecticut) (1/1)        | DeWanna Bonner (Mercury de Phoenix) (1/1)    |

### Joueuses du mois
| Mois    | Conférence Est                                  | Conférence Ouest                         |
| ------- | ----------------------------------------------- | ---------------------------------------- |
| juin    | Elena Delle Donne (Mystics de Washington) (1/2) | Diana Taurasi (Mercury de Phoenix) (1/2) |
| juillet | Tiffany Hayes (Dream d'Atlanta) (1/1)           | Breanna Stewart (Storm de Seattle) (1/1) |
| août    | Elena Delle Donne (Mystics de Washington) (2/2) | Diana Taurasi (Mercury de Phoenix) (2/2) |

### Rookies du mois
| Mois    | Joueuse                               |
| ------- | ------------------------------------- |
| juin    | A'ja Wilson (Aces de Las Vegas) (1/3) |
| juillet | A'ja Wilson (Aces de Las Vegas) (2/3) |
| août    | A'ja Wilson (Aces de Las Vegas) (3/3) |

### Entraîneurs du mois
| Mois    | Coach                                      |
| ------- | ------------------------------------------ |
| juin    | Sandy Brondello (Mercury de Phoenix) (1/1) |
| juillet | Nicki Collen (Dream d'Atlanta) (1/2)       |
| août    | Nicki Collen (Dream d'Atlanta) (2/2)       |

## Pour approfondir